# Aleh Ramanau
Aleh Kanstancinawicz Ramanau (błr. Алег Канстанцінавіч Раманаў, ros. Олег Константинович Романов – Oleg Konstantinowicz Romanow; ur. 31 marca 1970 w Mińsku) – radziecki i białoruski hokeista, reprezentant Białorusi, dwukrotny olimpijczyk. Trener hokejowy.

## Kariera zawodnicza
- / Dynama Mińsk (1986-1993)
- Tiwali Mińsk (1993-1995)
- Łada Togliatti (1995-1998)
- HC Litvínov (1998-1999)
- Ak Bars Kazań (1999-2000)
- SaiPa (2000)
- Kärpät (2000-2011)
- Siewierstal Czerepowiec (2001-2002)
- Mieczeł Czelabińsk (2002)
- Junost' Mińsk (2002-2004)
  -  CSKA Moskwa / CSKA Moskwa (2003)
- Dynama Mińsk (2004-2005)
- HK Homel (2006-2007)
- HK Kieramin Mińsk (2007)

Występował w klubach białoruskiej ekstraligi, lidze rosyjskiej, fińskiej Liiga.
Został reprezentantem Białorusi. Uczestniczył w turniejach kwalifikacji do Grupy C mistrzostw świata w 1993, mistrzostw świata w 1994, 1995 (Grupa C), 1996, 1997 (Grupa B), 1998, 1999, 2000, 2001 (Grupa A / Elita), 2004 (Dywizja I) oraz zimowych igrzysk olimpijskich 1998, 2002.

## Kariera trenerska
- HK Homel (2012-2013), asystent trenera
- HK Homel (2013), I trener

Pełnił funkcję trenera w HK Homel.

## Sukcesy
Reprezentacyjne
- Awans do Grupy C mistrzostw świata: 1993
- Awans do Grupy B mistrzostw świata: 1995
- Awans do Grupy A mistrzostw świata: 1997
- Czwarte miejsce w turnieju zimowych igrzysk olimpijskich: 2002 z Białorusią
- Awans do Elity mistrzostw świata: 2004

Klubowe
- Złoty medal mistrzostw Białorusi: 1993, 1994, 1995 z Tiwali Mińsk
- Złoty medal mistrzostw Rosji: 1996 z Ładą Togliatti
- Srebrny medal mistrzostw Rosji: 1997 z Ładą Togliatti, 2000 z Ak Barsem Kazań
- Puchar Europy: 1997 z Ładą Togliatti
- Srebrny medal mistrzostw Białorusi: 2007 z Kieraminem Mińsk

Wyróżnienie
- Zasłużony Mistrz Sportu Republiki Białorusi: 2002[5]